# Listopad 2013
1. listopadu – pátek
 Nejtragičtější měsíc od roku 2008 prožil Irák. Říjnové násilnosti si vyžádaly 964 mrtvých – 855 civilistů, 65 policistů a 44 vojáků. Od začátku roku se pak počet obětí počítá na 6000.
3. listopadu – neděle
 Cenu za nejlepší světové pivo roku 2013 získal v soutěži World Beer Awards v anglickém městě Norwich Pivovar Náchod za pšeničné nefiltrované kvasnicové pivo Primátor Weizenbier.
 Dvojí erupce sopky Sinabung na indonéském ostrově Sumatra vytvořila sloup prachu vysoký až 7 kilometrů a vedla k evakuaci více než tisíc lidí z okolí.
4. listopadu – pondělí
 V Káhiře byl zahájen soudní proces se svrženým egyptským prezidentem Muhammadem Mursím a 14 členy vedení hnutí Muslimské bratrstvo.
5. listopadu – úterý
 Bangladéšský soud udělil trest smrti 152 vojákům za účast ve vzpouře z roku 2009. Vzpoura si vyžádala 74 obětí, mezi nimiž byly desítky vojenských velitelů. Organizace Human Rights Watch (HRW) uvedla, že nejméně 47 podezřelých ve vazbě zemřelo a že podezřelí měli jen omezený přístup k právní pomoci.
 Novým rektorem Vysokého učení technického v Brně byl zvolen prof. Petr Štěpánek. 
6. listopadu – středa
 Televize Al-Džazíra oznámila, že švýcarští vědci, kteří ohledávali tělo Jásira Arafata, našli v jeho ostatcích výrazně zvýšenou úroveň radioaktivního polonia. To naznačuje, že byl otráven.
 Mezinárodní soud pro námořní právo v německém Hamburku začal projednávat nizozemskou stížnost na Rusko a žádost o propuštění lodi Arctic Sunrise ekologické organizace Greenpeace s vězněnými členy posádky, kteří byli zadrženi v září po protestu u těžební plošiny Prirazlomnaja proti chystané těžbě ropy v Arktidě.
 V České televizi proběhne vnitřní vyšetřování týkající obvinění z ovlivňování vysílání ve prospěch prezidenta Miloše Zemana a strany SPOZ.
7. listopadu – čtvrtek
 Zásahová komanda řecké policie obsadila budovu veřejnoprávní rozhlasové a televizní společnosti ERT a přinutila k opuštění objektu pracovníky, kteří bez ohledu na zastavené financování vládou vysílali přes internet.
9. listopadu – sobota
 Tajfun Haiyan zabil ve střední části Filipín přes 1200 lidí, přes milión lidí muselo opustit své domovy. Většina obětí pochází z města Tacloban na ostrově Leyte. Haiyan je zatím nejsilnější světový tajfun v letošním roce. 
 Ve virginském Newport News byla slavnostně pokřtěna a na vodu spuštěna nová letadlová loď USS Gerald R. Ford, pojmenována podle 38. prezidenta USA Geralda Forda. Tato loď Námořnictva Spojených států s jaderným pohonem představuje největší vojenské plavidlo planety a její stavba přišla přibližně na třináct miliard dolarů.
10. listopadu – neděle
 Bezejmenná tropická cyklóna, která zasáhla somálský autonomní region Puntland, si vyžádala přes 300 obětí.
 Podle dalších informací se počet obětí ničivého tajfunu Haiyan zvýšil na minimálně 10 tisíc lidí. Značný počet obyvatel v centrální části Filipín přišel o střechu nad hlavou, dochází potraviny a pitná voda. Filipíny žádají o rychlou pomoc ze zahraničí.
12. listopadu – úterý
 V Egyptě končí výjimečný stav, který byl vyhlášen od poloviny srpna po krvavých střetech vládních sil s příznivci svrženého prezidenta Mursího a zároveň přestává platit zákaz nočního vycházení.
13. listopadu – středa
 Chystaná stávka horníků společnosti OKD na Ostravsku byla zrušena, když se vedení těžební společnosti dohodlo s odbory na nové kolektivní smlouvě pro léta 2014 až 2018.
14. listopadu – čtvrtek
 Kanada oznámila zrušení vízové povinnosti pro občany ČR s okamžitou platností. Bez víza lze nyní v Kanadě pobývat po dobu šest měsíců.
16. listopadu – sobota
 Hluk a nepořádek působený gangy mladých slovenských Romů na předměstí anglického Sheffieldu vyvolávají mezi místními napětí. Situace vedla k vytvoření sdružení místních obyvatel, které monitoruje chování slovenských přistěhovalců a snaží se situaci zklidnit.
17. listopadu – neděle
 Čeští tenisté obhájili loňské vítězství v Davisově poháru, když Srbsko porazili na jejich hřišti v poměru 3–2. 
 V ruské Kazani se při přistávání zřítilo letadlo Boeing 737 společnosti Aviakompanija Tatarstan, zahynulo všech 50 osob na palubě včetně syna prezidenta Tatarstánu Rustama Minnichanova.
18. listopadu – pondělí
 V Chomutově byl zastřelen Roman Houska, podnikatel, vlivný člen ČSSD a životní partner bývalé hejtmanky Ústeckého kraje Jany Vaňhové.
19. listopadu – úterý
  Teroristický útok před íránskou ambasádou v Bejrútu si vyžádal nejméně 30 mrtvých.
 Italský premiér Enrico Letta vyhlásil stav ohrožení na Sardinii poté, co ostrov zpustošila mimořádně silná přívalová povodeň. Kalamita si na ostrově vyžádala 17 mrtvých a dalších nejméně 10 lidí se pohřešuje.
20. listopadu – středa
 Ve věku 76 let zemřel český zpěvák Pavel Bobek.
22. listopadu – pátek
  Ukrajinský premiér Mykola Azarov oznámil, že vláda zastavuje přípravy podpisu asociační dohody s Evropskou unií. Jde zřejmě o taktickou záležitost, která sleduje výhradně ekonomické zájmy a snahu dosáhnout větších výhod.
23. listopadu – sobota
 V anketě Zlatý slavík 2013 zvítězili v hlavních kategoriích Lucie Bílá, Karel Gott a skupinou roku je Kryštof. 
24. listopadu – neděle
 Vzájemná jednání mezi představiteli Rady bezpečnosti OSN a Íránu vedla k podepsání předběžné dohody o omezení íránského jaderného programu a umožnění jeho kontroly výměnou za zrušení části sankcí vůči Teheránu. Proti dohodě se ostře postavil Izrael, který v ní vidí potenciální ohrožení své bezpečnosti.
25. listopadu – pondělí
 Vězněná bývalá ukrajinská premiérka Julija Tymošenková zahájila hladovku s požadavkem, aby Viktor Janukovyč podepsal asociační dohodu s Evropskou unií. Podpořila tak pokračující protesty.
 Byla ustavena nová Poslanecká sněmovna Parlamentu České republiky a 199 přítomných poslanců složilo ústavní slib.
26. listopadu – úterý
 Ve věku 79 let zemřel český novinář Egon Lánský.
27. listopadu – středa
 Lotyšský premiér Valdis Dombrovskis rezignoval na svou funkci v reakci na kolaps nově otevřeného obchodního centra v Rize, který si vyžádal 54 obětí.
 Předsedou Poslanecké sněmovny byl zvolen poslanec za ČSSD Jan Hamáček.
28. listopadu – čtvrtek
 Premiéři Jiří Rusnok a Robert Fico podepsali v Praze smlouvu o vzájemném uznávání dokladů o vzdělání mezi Českou a Slovenskou republikou, což pomůže především absolventům vysokých škol.
29. listopadu – pátek
  V Paříži zemřela Natalja Gorbaněvská, účastnice demonstrace proti invazi vojsk Varšavské smlouvy do Československa na Rudém náměstí v roce 1968.
 Policejní helikoptéra typu Eurocopter EC 135 se ve skotském Glasgow zřítila na střechu baru na břehu řeky Clyde. 8 lidí zahynulo a 32 lidí bylo hospitalizováno.
30. listopadu – sobota
 Prezident Miloš Zeman se vzdal svého práva udělovat milosti a tuto pravomoc převedl na ministerstvo spravedlnosti.